# Revolution Radio
| 전문가 평가       | 전문가 평가 |
| 총 점수           | 총 점수     |
| 출처              | 점수        |
| ----------------- | ----------- |
| 메타크리틱        | 72/100      |
| 평가 점수         |             |
| 출처              | 점수        |
| AllMusic          | [ 3 ]       |
| Alternative Press | [ 4 ]       |
| The Guardian      | [ 5 ]       |
| Kerrang!          | [ 2 ]       |
| Mojo              | [ 6 ]       |
| NME               | [ 7 ]       |
| Pitchfork         | 5.1/10      |
| Q                 | [ 9 ]       |
| Rolling Stone     | [ 10 ]      |
| Slant Magazine    | [ 11 ]      |
| Uncut             | [ 12 ]      |

《Revolution Radio》는 2016년 10월 7일, 리프리즈 레코드를 통해 발매된 미국의 펑크 록 밴드 그린 데이의 열두 번째 스튜디오 음반이다. 자체 제작한 노력으로, 이 음반은 2009년 《21st Century Breakdown》 이후 오랜 프로듀서 롭 카발로가 프로듀싱하지 않은 첫 번째 음반이다. 이 음반은 또한 그 이후로 3인조로 녹음된 첫 번째 음반이다. 그린 데이의 이전 세 장의 음반 《¡Uno!》, 《¡Dos!》, 《¡Tré!》는 투어 기타리스트 제이슨 화이트가 스튜디오에서 일시적으로 밴드에 합류한 것을 특징으로 한다. 이 음반은 2000년대 《Warning》 이후로 Parental Advisory을 받는 라벨을 부착하지 않는 첫 번째 음반이다.
이 음반에는 〈Bang Bang〉, 〈Still Breathing〉, 〈Revolution Radio〉 등 세 개의 싱글이 발매되었다. 이 음반은 음악 평론가들로부터 대체로 긍정적인 평가를 받았고, 여러 연말 목록에 올랐으며, 미국에서 첫 주 음반에 해당하는 95,000장이 판매되어 빌보드 200에서 1위로 데뷔했다. 《Revolution Radio》는 또한 영국, 아일랜드, 이탈리아, 캐나다, 뉴질랜드에서 1위로 데뷔했다.

## 배경 및 구성
《Revolution Radio》가 될 일에 대한 작업은 《¡Uno!》, 《¡Dos!》, 《¡Tré!》 (2012년)를 지지하기 위해 99 Revolutions Tour에 이어 2014년에 시작되었다.
3부작 음반이 "그들에게 방향성이 전혀 없고" "그것을 위해 유익하기 위한" 시도였다는 것을 인정한 후, 리드 싱어이자 기타리스트인 빌리 조 암스트롱은 이 음반이 "메이크업보다는 꾸며낸 것"이라고 주장했다. 암스트롱이 묘사한 리드 싱글 〈Bang Bang〉은 "자기애적인 소셜 미디어와 혼합된 미국에서 일어나는 대량 총격의 문화"에 관한 것이다.
음반의 리드 싱글인 〈Bang Bang〉은 2016년 8월 11일에 초연되었다. 음반 발매 전, 타이틀곡인 〈Revolution Radio〉와 〈Still Breathing〉이 각각 9월 9일과 9월 23일에 발매되었다. 음반 발매일에, 〈Youngblood〉의 공식 비디오가 밴드의 웹사이트에 업로드되었다. 10월 12일, 〈Ordinary World〉의 비디오가 발매되었다. 10월 19일, 〈Say Goodbye〉의 곡인 또 다른 비디오가 발매되었다. 11월 7일, 음반의 두 번째 공식 싱글인 〈Still Breathing〉의 뮤직 비디오가 발매되었다. 1월 16일, 〈Troubled Times〉의 비디오가 발매되었다. 〈Revolution Radio〉는 2017년 5월 16일 세 번째 싱글로 발매되었다. 9월 8일, 〈Too Dumb to Die〉의 비디오가 발매되었다. 음반의 마지막 트랙인 〈Ordinary World〉는 암스트롱이 출연한 동명의 2016년 영화에 수록되었다. 2018년 12월 13일, 밴드의 유튜브 채널에 "Merry Xmas 2018"이라는 자막과 함께 〈Youngblood〉의 공식 뮤직 비디오가 공개되었다.
전문 평론가들은 이 음반을 펑크 록, 팝 펑크, 얼터너티브 록
이라고 설명한다.

## 상업적 성과
《Revolution Radio》는 미국 빌보드 200에서 95,000장의 음반과 앨범 등가 단위로 1위로 데뷔했으며, 그 중 90,000장이 음반 판매였다. 이 음반은 또한 영국, 아일랜드, 이탈리아,, 뉴질랜드에서 1위로 데뷔했다. 이 음반은 영국에서 첫 주 30,880장의 음반을 판매했으며, 그 중 29,470장이 음반 판매에서 나왔다. 이 음반은 두 번째 주 21,000장으로 미국에서 10위에 올랐다. 이 음반은 미국에서 첫 3주 동안 118,000장이 팔렸다.

## 곡 목록
모든 곡들은 특별한 언급이 없는 한 그린 데이에 의해 작사/작곡하였다.
| #   | 제목                                                                                           | 작사·작곡                                                                      | 재생 시간                 |
| --- | ---------------------------------------------------------------------------------------------- | ------------------------------------------------------------------------------ | ------------------------- |
| 1.  | 〈Somewhere Now〉                                                                              |                                                                                | 4:08                      |
| 2.  | 〈Bang Bang〉                                                                                  |                                                                                | 3:25                      |
| 3.  | 〈Revolution Radio〉                                                                           |                                                                                | 3:00                      |
| 4.  | 〈Say Goodbye〉                                                                                |                                                                                | 3:39                      |
| 5.  | 〈Outlaws〉                                                                                    | 그린 데이, 존 프라텔리                                                         | 5:02                      |
| 6.  | 〈Bouncing off the Wall〉                                                                      |                                                                                | 2:40                      |
| 7.  | 〈Still Breathing〉                                                                            | 그린 데이, 리처드 파크하우스, 애덤 슬랙, 루크 스필러, 조지 티저, 조슈아 윌킨슨 | 3:44                      |
| 8.  | 〈Youngblood〉                                                                                 |                                                                                | 2:32                      |
| 9.  | 〈Too Dumb to Die〉                                                                            |                                                                                | 3:23                      |
| 10. | 〈Troubled Times〉                                                                             |                                                                                | 3:04                      |
| 11. | 〈Forever Now - I. I'm Freaking Out - II. A Better Way to Die - III. Somewhere Now (Reprise)〉 |                                                                                | 6:54 - 1:57 - 1:47 - 3:08 |
| 12. | 〈Ordinary World〉                                                                             | 빌리 조 암스트롱                                                               | 3:00                      |

## 인증
| 국가                               | 인증 | 판매량/출하량 |
| ---------------------------------- | ---- | ------------- |
| 이탈리아 (FIMI)                    | 골드 | 25,000        |
| 영국 (BPI)                         | 골드 | 100,000       |
| 미국                               | —    | 118,000       |
| 요약                               |      |               |
| 전 세계                            | —    | 600,000       |
| 판매량+스트리밍을 기반으로 한 인증 |      |               |